# Yūki Ishida
Yūki Ishida (japanisch 石田 祐樹 Ishida Yūki; * 4. November 1980 in Hokkaido) ist ein ehemaliger japanischer Fußballspieler.

## Karriere
Ishida erlernte das Fußballspielen in der Schulmannschaft der Sapporo Shiraishi High School und der Universitätsmannschaft der Doto-Universität. Seinen ersten Vertrag unterschrieb er 2003 bei den Shonan Bellmare. Der Verein spielte in der zweithöchsten Liga des Landes, der J2 League. Für den Verein absolvierte er 34 Ligaspiele. 2005 wechselte er zum Ligakonkurrenten Tokushima Vortis. Für den Verein absolvierte er 159 Ligaspiele. Danach spielte er bei den Matsumoto Yamaga FC und Fujieda MYFC. Ende 2012 beendete er seine Karriere als Fußballspieler.